# Wohnhaus An der Schleuse 1

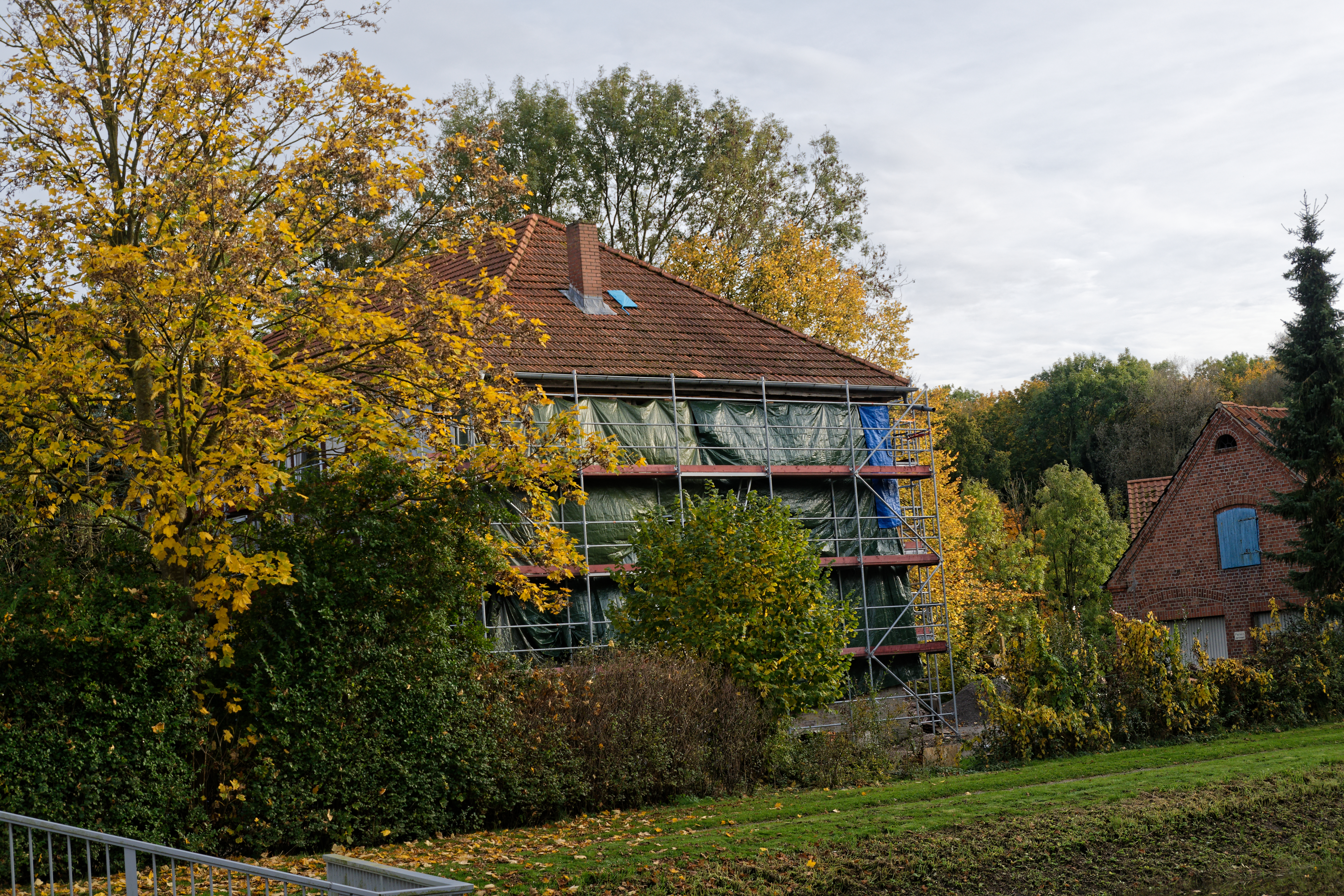
Wohnhaus An der Schleuse 1

Das Wohnhaus An der Schleuse 1 auf der Insel zwischen den beiden Auearmen in der niedersächsischen Samtgemeinde Land Hadeln, Gemeinde Neuhaus, im Landkreis Cuxhaven, stammt aus der Mitte des 19. Jahrhunderts. Aktuell (2024) wird es als Wohnhaus genutzt.
Das Gebäude steht unter Denkmalschutz (siehe auch Liste der Baudenkmale in Neuhaus (Oste)).

## Geschichte und Beschreibung
Die Besiedelung fand um 1000 nach Christus auf Wurten rund um die Aue, Oste und Elbe statt.
Das zweigeschossige Gebäude in Fachwerk mit Steinausfachungen auf hohem Kellersockel mit ziegelgedecktem Walmdach stammt von um 1850. Die hohe Freitreppe ist vor dem mittigen Hauseingang in der Nordfassade.
Das Landesdenkmalamt befand u. a.: „… bestimmt durch markante Lage den nördlichen Ortseingang …“